# Gare de Houthem (Belgique)
La gare de Houthem est une ancienne halte ferroviaire belge de la ligne 69, de Y Courtrai-Ouest à Poperinge située à Houthem, section de la commune de Comines-Warneton, dans la province de Hainaut en Région wallonne.
Mise en service durant le dernier quart du XIXe siècle, elle ferme en 1984.

## Situation ferroviaire
Établie à 20 m d'altitude, la gare de Vlamertinge était située au point kilométrique (PK) 22.8 de la ligne 69, de Y Courtrai-Ouest à Poperinge et Abeele entre la gare de Comines et la halte de Hollebeke.

## Histoire
L'année de mise en service de la halte de Houthem n'est pas connue. En 1862, il n'y a aucun arrêt entre Ypres et Comines mais elle est mentionnée en 1882.
Lorsque la Société des chemins de fer de la Flandre-Occidentale (FO) est reprise par les Chemins de fer de l'État belge en 1907, les installations de cette halte installée à 3 582 m de Comines permettent de recevoir les voyageurs, bagages et petits paquets mais les marchandises plus volumineuses sont exclues en raison de l'absence de rampe et de pont à peser.
Un « élargissement du service » de la halte d'Houthem est réalisé en 1910.
Après les destructions causées par la guerre, l'État belge construit un nouveau bâtiment non loin de nouvelles habitations construites à la même époque
Ce bâtiment a été démoli. L'arrêt de Houthem est supprimé par la SNCB le 3 juin 1984. Un terrain vague et le parking d'un pavillon occupent désormais le site.

## Patrimoine ferroviaire
L'aspect et l'existence d'un bâtiment de halte avant 1914 reste à confirmer, tout comme la date de démolition du bâtiment construit dans les années 1920.
Ce bâtiment des recettes était une gare de la reconstruction du même type que celui de la gare de Westrozebeke. En tout, quatre haltes de ce type ont été construites à cette période.
Le bâtiment est complété par une annexe pour les toilettes et la lampisterie. Sur une carte postale datant de l'entre-deux-guerres, le bâtiment doublé par un parterre fleuri apparaît face à deux voies à quai.